# Liste der Monuments historiques in Marmoutier
Die Liste der Monuments historiques in Marmoutier führt die Monuments historiques in der französischen Gemeinde Marmoutier auf.

## Liste der Bauwerke
| Bezeichnung        | Beschreibung | Standort                             | Kennzeichnung | Schutzstatus   | Datum     | Bild           |
| ------------------ | --- | ------------------------------------ | ------------- | -------------- | --------- | -------------- |
| Wohnhaus           | heute Musée d’Arts et Traditions populaires; Fachwerkhaus auf massivem Sockelgeschoss, bezeichnet 1590; Mikwe, um 1710 | 6 rue du Général Leclerc (Lage)      | PA00084787    | Inscrit        | 1932 1988 | weitere Bilder |
| Kloster Marmoutier | Kloster im 6. oder 7. Jahrhundert gegründet; Abteikirche St-Étienne ab dem 11. Jahrhundert, Konventsgebäude um 1750    | Place du Général de Gaulle (Lage)    | PA00084783    | Classé Inscrit | 1840 1991 | weitere Bilder |
| Friedhof           | Friedhofskapelle St-Denis, ab dem 12. Jahrhundert                                                                      | Rue du Général Leclerc (Lage)        | PA00084785    | Inscrit        | 1975      | weitere Bilder |
| Hôtel de Wangen    | Herrenhaus, bezeichnet 1549 und 1556                                                                                   | 18, 20 rue des Écoles (Lage)         | PA67000024    | Inscrit        | 1998      | weitere Bilder |
| Napoleonsbank      | Ruhebank; Sandstein, 1854                                                                                              | an der D 218 (Lage)                  | PA00084784    | Inscrit        | 1988      |                |
| Kapelle St-Blaise  | Wallfahrtskapelle, ehemalige Klosterkirche; Turm und Chor aus dem 14. Jahrhundert, Schiff von 1584                     | Sindelsberg, Rue Saint Blaise (Lage) | PA00084786    | Inscrit        | 1935      | weitere Bilder |

## Liste der Objekte
| Bezeichnung | Beschreibung | Standort                                | Kennzeichnung | Schutzstatus | Datum     | Bild           |
| --- | --- | --------------------------------------- | ------------- | ------------ | --------- | -------------- |
| Retabel des Hauptaltars | Holz, farbig gefasst, um 1500 | in der Friedhofskapelle St-Denis (Lage) | PM67000165    | Classé       | 1971      | weitere Bilder |
| Orgel | 1865 für die Kirche in Wintershouse gebaut, seit 1977 eingelagert | im Pfarrhaus (Lage)                     | PM67001052    | Classé       | 1995      |                |
| Instrumentalteil der Orgel | 1865 für die Kirche in Wintershouse gebaut, seit 1977 eingelagert | im Pfarrhaus (Lage)                     | PM67000748    | Classé       | 1995      |                |
| Gemälde Heiliger Anselm | Ölfarbe auf Leinwand, Anfang des 18. Jahrhunderts | in der Abteikirche St-Étienne (Lage)    | PM67000164    | Classé       | 1975      |                |
| Sarkophag | Kalkstein, 8. Jahrhundert | in der Abteikirche St-Étienne (Lage)    | PM67001288    | Inscrit      | 1996      |                |
| Weihwasserbecken | Sandstein, 1725 | in der Abteikirche St-Étienne (Lage)    | PM67001289    | Inscrit      | 1988      |                |
| Kreuzaltar | Altartisch, Retabel und Gemälde; Holz, farbig gefasst und vergoldet, sowie Ölfarbe auf Leinwand; Holzarbeiten aus der ersten Hälfte des 18. Jahrhunderts, Gemälde 1897 von Heinrich Kaiser | in der Abteikirche St-Étienne (Lage)    | PM67000825    | Classé       | 1999      | weitere Bilder |
| Hauptaltar | Altartisch, Tabernakel und Retabel; Marmor und Holz, vergoldet, um 1700 | in der Abteikirche St-Étienne (Lage)    | PM67000162    | Classé       | 1972      | weitere Bilder |
| Orgel | Ensemble aus PM67000163 und PM67000161 | in der Abteikirche St-Étienne (Lage)    | PM67001051    | Classé       | 1972 1971 | weitere Bilder |
| Orgelprospekt und Emporenbrüstung | 1709 von Andreas Silbermann gebaut, 1746 und 1755 von Johann Andreas Silbermann ergänzt | in der Abteikirche St-Étienne (Lage)    | PM67000163    | Classé       | 1972      | weitere Bilder |
| Instrumentalteil der Orgel | 1709 von Andreas Silbermann gebaut, 1746 und 1755 von Johann Andreas Silbermann ergänzt | in der Abteikirche St-Étienne (Lage)    | PM67000161    | Classé       | 1971      | weitere Bilder |
| Chorbänke und Wandverkleidung | Eichenholz, um 1770 | in der Abteikirche St-Étienne (Lage)    | PM67000168    | Classé       | 1982      | weitere Bilder |
| Gemälde Petrus | Ölfarbe auf Leinwand, um 1770, Franz Ludwig Hermann zugeschrieben | in der Abteikirche St-Étienne (Lage)    | PM67000169    | Classé       | 1979      |                |
| Kanzel | Sandstein, farbig gefasst und vergoldet, 1561 | in der Abteikirche St-Étienne (Lage)    | PM67001657    | Inscrit      | 1997      | weitere Bilder |
| Skulptur Petrus | Holz, farbig gefasst, 18. Jahrhundert | in der Abteikirche St-Étienne (Lage)    | PM67000609    | Classé       | 1991      | weitere Bilder |
| Pietà | Holz, farbig gefasst, um 1500 | in der Abteikirche St-Étienne (Lage)    | PM67000167    | Classé       | 1982      | weitere Bilder |
| Zwei Gemälde: Petrus und Paulus | Ölfarbe auf Leinwand, um 1770, Franz Ludwig Hermann zugeschrieben | in der Abteikirche St-Étienne (Lage)    | PM67000166    | Classé       | 1981      |                |
| Benediktsaltar | Altartisch, Retabel und Gemälde; Holz, farbig gefasst und vergoldet, sowie Ölfarbe auf Leinwand, erste Hälfte des 18. Jahrhunderts                                                         | in der Abteikirche St-Étienne (Lage)    | PM67000828    | Classé       | 1999      | weitere Bilder |
| Grabdenkmal für Johann von Wangen von Geroldseck                                                                                                 | Sandstein, 1623 | in der Abteikirche St-Étienne (Lage)    | PM67000829    | Classé       | 1999      | weitere Bilder |
| Grabdenkmal für Erhard von Wangen und Adelheid von Geroldseck sowie für Hartung von Wangen von Geroldseck und Attala von Rathsamhausen zum Stein | Sandstein, um 1623 | in der Abteikirche St-Étienne (Lage)    | PM67000831    | Classé       | 1999      | weitere Bilder |
| Reliquienschreine für den heiligen Coelestis und den heiligen Auctor                                                                             | Holz, vergoldet, Anfang des 18. Jahrhunderts | in der Abteikirche St-Étienne (Lage)    | PM67000865    | Classé       | 2000      |                |
| Skulptur Paulus | Holz, farbig gefasst, 18. Jahrhundert | in der Abteikirche St-Étienne (Lage)    | PM67000610    | Classé       | 1991      | weitere Bilder |
| Auctor-Coelestis-Altar | Altartisch, Retabel und Gemälde; Holz, farbig gefasst und vergoldet, sowie Ölfarbe auf Leinwand; Holzarbeiten aus der ersten Hälfte des 18. Jahrhunderts, Gemälde 1896 von Heinrich Kaiser | in der Abteikirche St-Étienne (Lage)    | PM67000826    | Classé       | 1999      | weitere Bilder |
| Martinsaltar | Altartisch, Retabel und Gemälde; Holz, farbig gefasst und vergoldet, sowie Ölfarbe auf Leinwand, erste Hälfte des 18. Jahrhunderts                                                         | in der Abteikirche St-Étienne (Lage)    | PM67000827    | Classé       | 1999      | weitere Bilder |
| Grabdenkmal für Anastasia von Breitenlandenberg                                                                                                  | Sandstein, nach 1618 | in der Abteikirche St-Étienne (Lage)    | PM67000830    | Classé       | 1999      | weitere Bilder |
| Sarkophag | Eichenholz, um 800 | in der Abteikirche St-Étienne (Lage)    | PM67001287    | Inscrit      | 1996      |                |